# Juffure
Juffure (Schreibvariante: Jufureh, Jurufeh, Juffureh oder Jufuri) ist eine Ortschaft im westafrikanischen Staat Gambia.
Nach einer Berechnung für das Jahr 2013 leben dort etwa 388 Einwohner, das Ergebnis der letzten veröffentlichten Volkszählung von 1993 betrug 311.

## Geographie
Der Ort liegt in der North Bank Region Distrikt Upper Niumi am Fluss Gambia ungefähr fünf Kilometer von James Island mit Fort James und ungefähr einen Kilometer von Albreda entfernt.

## Schauplatz des RomansRoots
Laut Alex Haleys Angaben in seinem 1976 erschienenen Roman Roots (in der deutschen Übersetzung Wurzeln) sei Kunta Kinte, eine der Figuren des Romans, eine historisch nachweisbare Person, die aus Juffure stammte und im Jahr 1767 von Sklavenhändlern entführt und in die damalige britische Kolonie Maryland verbracht worden sei.
Haley war Anfang der 1970er Jahre selbst zu Feldforschungen in das Dorf gereist. Die Ergebnisse seiner dortigen Recherchen veranlassten ihn zu der Vermutung, dass die mündlich überlieferte Geschichte der eigenen Familie in den Erzählungen einiger Einwohner Juffures Bestätigung und Ergänzung fand. Obwohl ein wesentlicher Teil der von Haley mit Juffure verbundenen Personen und Ereignisse nicht als historisch gesichert gelten, spielt die durch den weltweiten Erfolg des Romans und der Fernsehserie Roots zu großer Bekanntheit gelangte Figur des Kunta Kinte eine beträchtliche Rolle im heutigen Leben des Orts.

## Kultur und Sehenswürdigkeiten
Um die Bekanntheit von Kunta Kinte auch touristisch zu nutzen, wurde 1996 im Gebäude von Maurel Frères ein Museum eingerichtet, das den Sklavenhandel im 18. und 19. Jahrhundert behandelt. Das Haus steht seit 2003 auf der Liste des UNESCO-Weltkulturerbes.
Die Ruinen von San Domingo liegen östlich von Juffure.